# Philautus tectus
Philautus tectus és una espècie de granota que es troba a Brunei i Malàisia.
Està amenaçada d'extinció per la pèrdua del seu hàbitat natural.